# William Tannen (réalisateur)
Pour les articles homonymes, voir Tannen.
Ne doit pas être confondu avec Willian Tannen, un acteur né en 1911.
William Tannen est un réalisateur, acteur, scénariste, producteur et directeur de production américain né à New York le 31 août 1942.

## Biographie
Élevé à New York, William est diplômé de l'Université de Boston et retourne à New York pour poursuivre une carrière dans la publicité. Il crée le fameux thème de campagne "Girl Watchers" pour Diet Pepsi, qui a remporté 4 CLIO Awards et le thème musical est devenu un tube record repris par plus de 100 artistes.

## Filmographie

### Réalisateur
- 1984 : Flashpoint
- 1987 : Homicide à Wall Street
- 1988 : Héros (Hero and the Terror)
- 1992 : Relations interdites (Inside Edge)
- 2001 : Ozzie, mon meilleur ami (Ozzie)
- 2003 : Nobody Knows Anything !
- 2005 : Le Sang du diamant (The Cutter)
- 2006 : Reconquérir une femme (Night of Terror)
- 2008 : Le Prix de la trahison (Love Lies Bleeding)

### Acteur
- 1988 : Héros (Hero and the Terror)

Scénariste
- 1990 : Envoyé spécial (Cover up)

Producteur
Directeur de production